# Dasychira omodepseta
Dasychira omodepseta är en fjärilsart som beskrevs av Collenette 1939. Dasychira omodepseta ingår i släktet Dasychira och familjen tofsspinnare. Inga underarter finns listade i Catalogue of Life.